# Rhynchospora decurrens
Rhynchospora decurrens là loài thực vật có hoa trong họ Cói. Loài này được Chapm. miêu tả khoa học đầu tiên năm 1860.